# Gérard Delarge
Gérard Alexandre Henri Delarge (Schaarbeek, 5 augustus 1884 - onbekend) , ook bekend als Stephanos, was een Belgische atleet, die gespecialiseerd was in de middellange afstand. Hij veroverde op twee nummers in totaal zeven Belgische titels.

## Biografie
Tussen 1906 en 1911 behaalde Gérard Delarge zes opeenvolgende Belgische titels op de 800 m. In 1907 liep hij een 400 m in 51,0 s, een prestatie die niet erkend kon worden als Belgisch record, omdat er slechts één tijdopnemer aanwezig was. In 1909 werd hij ook Belgisch kampioen op de 400 m. Dat jaar verbeterde hij het Belgisch record op de 800 m van Luc Van Blaeren naar 1.59,4.
Gérard Delarge was aangesloten bij Excelsior Sports Club. Hij is de broer van Fritz, Jean en Henri Delarge.

## Belgische kampioenschappen
| Onderdeel | Jaar                               |
| --------- | ---------------------------------- |
| 400 m     | 1909                               |
| 800 m     | 1906, 1907, 1908, 1909, 1910, 1911 |

## Persoonlijke records
| Onderdeel | Prestatie | Datum        | Plaats  |
| --------- | --------- | ------------ | ------- |
| 800 m     | 1.59,4    | 21 juli 1907 | Brussel |

## Palmares

### 400 m
- 1909:  BK AC - 52,2 s

### 800 m
- 1906:  BK AC - 2.03,2
- 1907:  BK AC - 2.02,2
- 1908:  BK AC - 2.09,8
- 1909:  BK AC - 2.04,4
- 1910:  BK AC - 2.11,8
- 1911:  BK AC - 2.03,4